# Bruce Crampton
Bruce Crampton född 28 september 1935 var en australisk professionell golfspelare.
Crampton vann Vardon Trophy som den spelare som hade lägsta genomsnittsscore på PGA-touren 1973 och 1975. Han vann 14 gånger på PGA-touren och slutade på andra plats i fyra majortävlingar (en US Open, en Masters och två PGA Championships). Hans övriga segrar under karriären kom bland annat i 1956 års Australian Open, New Zealand Professional Championship, Far East Open och Philippines Open. Som senior vann han 20 gånger på Champions Tour och han vann penningligan 1986.